# Борьба за огонь
«Борьба за огонь» (фр. «La Guerre du feu») — классический роман Жозефа Рони-старшего о доисторическом прошлом человечества, опубликованный в 1909 году (отдельным изданием — в 1911). Сюжет романа построен вокруг темы освоения людьми огня.

## Предыстория написания
Рони-старший уже имел опыт написания произведений подобного рода. Ранее выходили его романы «Вамирэх» (1892) и «Эйримах» (1893), также посвящённые жизни первобытных людей.

## Сюжет
Из поколения в поколение жизнь племени Уламров организована вокруг огня — они хранят и поддерживают его, но не умеют добывать. После битвы с сильным врагом, разгрома и бегства огонь гаснет. Вождь племени Фаум, собрав выживших, обещает отдать свою племянницу, красавицу Гаммлу тому, кто вернёт огонь племени. Победитель станет вторым человеком в племени. На опасное дело вызываются двое сильнейших бойцов племени - Нао, сын Леопарда и Волосатый Аго, сын Зубра. Нао выбирает себе в спутники молодых воинов — Нама и Гава, а могучий Аго - двоих своих братьев, таких же звероподобных, как и он сам. Племя требует, чтобы группы шли в разных направлениях. Аго выбирает поход на закат, Нао приходится выбрать направление на юг, к болотам. 
Нао и его спутники встречают серого медведя и пещерного льва, молодые воины Нам и Гав показывают себя храбрыми бойцами. Герои находят кострище, Нао делает вывод, что здесь была стоянка отряда кзаммов - людоедов. Догнав кзаммов, Нам и Гав увлекают большую часть людоедов в погоню за собой, а Нао, убив оставшихся у костра охранников, похищает клетку с огнем. Он спасает Гава, унеся раненого воина на спине. Нао, Нам и Гав идут на родину. 
Сильный отряд рыжих карликов увязывается за героями и прижимает их к болоту, герои попадают в осаду на островке. Нао спасает раненого карликами человека из племени вахов. Отряд вахов атакует рыжих карликов, Нао и его воины присоединяются к ним. Нао убивает вождя рыжих карликов, остальные разбегаются. Нао и его воины путешествуют вместе с вахами. Когда-то вахи были сильным, передовым, развитым племенем, сделавшим многие открытия, но впали в упадок из-за вырождения. Нао пытается научить слабосильных вахов пользоваться огнём, но с удивлением видит, как вахи сами добывают огонь, ударяя камнем о камень.  
На подходе к стоянке уламров отряд встречает волосатого Аго с братьями. Не добившись успеха, Аго требует отдать добытый огонь, угрожая убить Нао и его спутников. Засев на скале, Нао ранит двоих братьев Аго. Он оставляет огонь только себе и приказывает Наму и Гаву бежать, в погоне за ними братья Аго разделяются. Нао укладывает братьев и вступает в поединок на палицах с могучим Аго. Он убивает Аго и добивает его братьев.  
Искалеченный в битве со львом Фаум стремительно теряет влияние. Гаммла с нетерпением ждет принесшего огонь победителя, всем сердцем желая, чтобы им стал Нао. Нао приносит огонь. Верный своему обещанию Фаум готов передать победителю бразды правления. Нао предлагает старому вождю вместе руководить Уламрами.

## Персонажи
Племя уламров
- Фаум — вождь племени
- Гаммла, дочь Болота — родственница Фаума
- Нао, сын Леопарда
- Нам, сын Тополя
- Гав, сын Сайги
- Аго, сын Зубра
- Рук, сын Зубра — брат Аго
- Третий, не названный в романе брат Аго
- Гун Сухие Кости
- Му, сын Кабана
- Го, сын Тигра

## Научная достоверность
В романе подробно описываются доисторические животные — мамонт, пещерный лев, пещерный медведь и т. д. Помимо этого, в нём делается попытка реконструировать быт и нравы различных первобытных племён, стоящих на разных стадиях развития (вероятно, кроманьонцев и неандертальцев). Эти описания в основном базируются на научных представлениях своего времени, однако дальнейшее развитие палеонтологии и антропологии привело к тому, что сейчас их достоверность невелика.

## Русский перевод
Роман был переведён на русский язык в 1911 году. В дальнейшем многократно переиздавался в переводах И. Петрова, А. Вейнрауба, И. Орловской, Н. Михайлова и, вероятно, является самым известным для русского читателя произведением Рони-старшего.

## Продолжение
Продолжением «Борьбы за огонь» является роман Рони-старшего «Пещерный лев» (Le Félin géant) 1918 года — о сыне Нао Уне и его друге Зуре, однако сюжет вполне самостоятелен.

## Экранизации
- «Борьба за огонь» (1914) — режиссёр Жорж Денол.
- Борьба за огонь (1981) — французско-канадский фильм режиссёра Жан-Жака Анно.